# Taubenturm (Caignac)

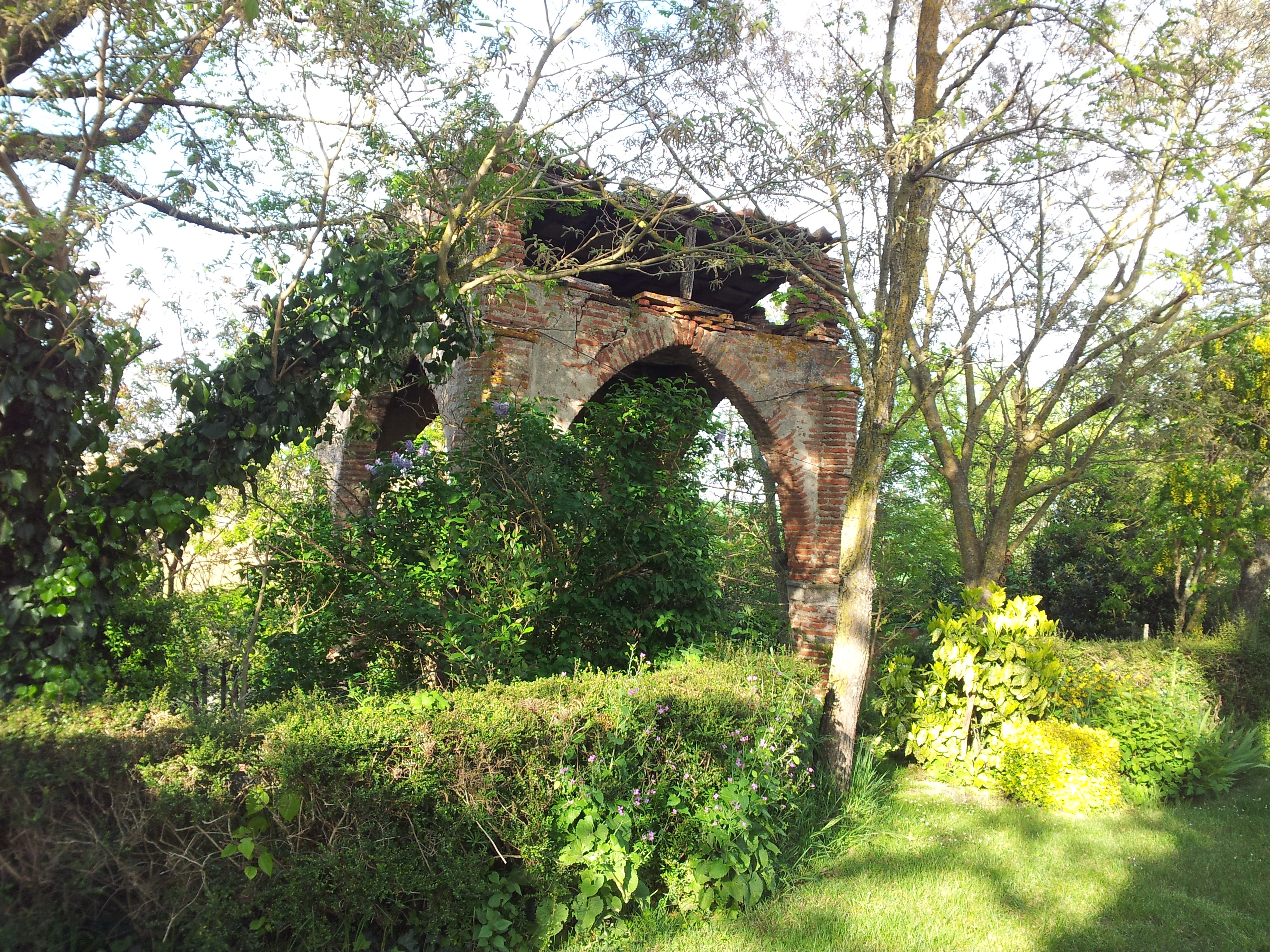
Taubenturm in Caignac (2014)

Der Taubenturm (französisch colombier oder pigeonnier) in Caignac, einer französischen Gemeinde im Département Haute-Garonne in der Region Okzitanien, wurde zwischen 1513 und 1534 errichtet. Der Taubenturm steht seit 1932 als Monument historique auf der Liste der Baudenkmäler in Frankreich.
Der Taubenturm ist das einzige erhaltene Bauwerk der ehemaligen Kommende des Johanniterordens. Es wurde auf einem Unterbau aus spitzbogigen Ziegelarkaden errichtet. Im Jahr 2014 war das Bauwerk in ruinösem Zustand.